# Bitwa o Pomorze
Bitwa o Pomorze – wrześniowe walki Armii „Pomorze” z wojskami III Rzeszy na terenie Pomorza.

## Wojska
W korytarzu pomorskim rozmieszczona była Armia „Pomorze” gen. dyw. Władysława Bortnowskiego. Na zachodnim brzegu Wisły znajdowały się 9., 15. i 27 DP oraz Pomorska Brygada Kawalerii, a na wschodnim dwudywizyjna Grupa Operacyjna „Wschód” gen. bryg. Mikołaja Bołtucia.
Naprzeciw wojsk Armii „Pomorze” od zachodu stała niemiecka 4 Armia gen. Günthera von Kluge. W skład armii wchodziły II i III KA, XIX KZmot. i 1 Odcinek Ochrony Pogranicza. Główną siła uderzeniową armii był XIX KZmot. gen. wojsk pancernych Heinza Guderiana. Do uderzenia przeciwko Armii „Pomorze” Niemcy zamierzali także zaangażować XXI KA gen. por. Nikolausa von Falkenhorsta z 3 Armii znajdującej się na obszarze Prus Wschodnich.

### Struktura jednostek polskich
| Armia       | GO/ dywizja                      | Oddziały/ dowództwa       | Dowódcy                         |
| ----------- | -------------------------------- | ------------------------- | ------------------------------- |
| A „Pomorze” | dowództwo Armii „Pomorze”        | dowództwo Armii „Pomorze” | gen. Władysław Bortnowski       |
| A „Pomorze” | Wojska na zachodnim brzegu Wisły |                           |                                 |
| A „Pomorze” | GO „Czersk”                      | dowództwo GO „Czersk”     | gen. Stanisław Grzmot-Skotnicki |
| A „Pomorze” | GO „Czersk”                      | OW „Kościerzyna”          | ppłk Jerzy Staniszewski         |
| A „Pomorze” | GO „Czersk”                      | Pomorska BK               | płk Adam Bogoria-Zakrzewski     |
| A „Pomorze” | GO „Czersk”                      | OW „Chojnice”             | płk Tadeusz Majewski            |
| A „Pomorze” | 27 Dywizja Piechoty              |                           | gen. Juliusz Drapella           |
| A „Pomorze” | 9 Dywizja Piechoty               |                           | płk dypl. Józef Werobej         |
| A „Pomorze” | 15 Dywizja Piechoty              |                           | gen. Zdzisław Przyjałkowski     |
| A „Pomorze” | Wojska na wschodnim brzegu Wisły |                           |                                 |
| A „Pomorze” | GO „Wschód”                      | dowództwo GO „Wschód”     | gen. Mikołaj Bołtuć             |
| A „Pomorze” | GO „Wschód”                      | 4 Dywizja Piechoty        | płk dypl. Tadeusz Niezabitowski |
| A „Pomorze” | GO „Wschód”                      | 16 Dywizja Piechoty       | płk dypl. Stanisław Świtalski   |
| A „Pomorze” | GO „Wschód”                      | OW „Jabłonowo”            | ppłk Jan Szewczyk               |
| A „Pomorze” | GO „Wschód”                      | OW „Grudziądz”            | płk Stefan Cieślak              |
| A „Pomorze” | GO „Wschód”                      | OW „Brodnica”             | płk dypl. Mieczysław Mysłowski  |
|             |                                  | OW „Toruń”                | płk dypl. Aleksander Myszkowski |

### Struktura wojsk niemieckich
| Armia   | Korpus             | Dywizja / dowództwo       | Dowódca                           |
| ------- | ------------------ | ------------------------- | --------------------------------- |
| 4 Armia | dowództwo 4 Armii  | dowództwo 4 Armii         | gen. Günther von Kluge            |
| 4 Armia | II Korpus Armijny  | dowództwo II KA           | gen. płk Adolf Strauss            |
| 4 Armia | II Korpus Armijny  | 3 Dywizja Piechoty        | gen. mjr Walter Lichel            |
| 4 Armia | II Korpus Armijny  | 32 Dywizja Piechoty       | gen. por. Franz Böhme             |
| 4 Armia | XIX Korpus Armijny | dowództwo XIX KA          | gen. płk Heinz Guderian           |
| 4 Armia | XIX Korpus Armijny | 3 Dywizja Pancerna        | gen. mjr Horst Stumpff            |
| 4 Armia | XIX Korpus Armijny | 2 Dywizja Piechoty (mot)  | gen. por. Paul Bader              |
| 4 Armia | XIX Korpus Armijny | 20 Dywizja Piechoty (mot) | gen. por. Mauritz von Wiktorin    |
| 4 Armia | XIX Korpus Armijny | 207 Dywizja Piechoty      | gen. mjr Carl von Tiedemann       |
| 3 Armia | dowództwo 3 Armii  | dowództwo 3 Armii         | gen. Georg von Küchler            |
| 3 Armia | XXI Korpus Armijny | dowództwo XXI KA          | gen. płk Nikolaus von Falkenhorst |
| 3 Armia | XXI Korpus Armijny | 21 Dywizja Piechoty       | gen. por. Kuno-Hans von Both      |
| 3 Armia | XXI Korpus Armijny | 228 Dywizja Piechoty      | gen. mjr Hans Suttner             |

## Działania na zachód od Wisły

### Rozmieszczenie wojsk
Wybuch wojny zastał Armię „Pomorze” w takim ugrupowaniu, jakie miała przyjąć w razie przeprowadzenia interwencji gdańskiej.
Kierunku północnego broniła utworzona 25 sierpnia 1939 Grupa Operacyjna „Czersk”. Grupa miała za zadanie zapewnić osłonę na kierunku Chojnice, Czersk.
Najdalej na północ wysunięty był Oddział Wydzielony „Kościerzyna”. W rejonie Brusy–Lubnia znajdowało się gros sił Pomorskiej Brygady Kawalerii. Jej 2 pułk szwoleżerów ppłk. Józefa Trepto znajdował się na przedpolach Starogardu, a 18 pułk ułanów płk. Kazimierza Mastalerza na południe od Chojnic. Bataliony Pomorskiej Brygady Obrony Narodowej rozdzielono pomiędzy wielkie jednostki celem dozorowania poszczególnych kierunków czy odcinków linii granicznej.
Na południe od Pomorskiej BK, kierunek: Człuchów – Czersk – Starogard, osłaniało Zgrupowanie „Chojnice”. Jego zadaniem było trzymać w obronie węzeł Chojnice, przy wykorzystaniu istniejących umocnień polowych z oparciem północnego skrzydła o Jezioro Charzykowskie.
W centrum ugrupowania bronić się miała 9 Dywizja Piechoty płk. Józefa Werobeja, sprowadzona na Pomorze jeszcze w czerwcu 1939. Obsadziła ona 70-kilometrowy odcinek od jeziora Spierewnik aż do Trzemiętowa na południowym cyplu jezior koronowskich. Dalej na południe, na przedmościu bydgoskim, broniła się 15 Wielkopolska Dywizja Piechoty. W ugrupowaniu obronnym skierowanym na zachód znajdowała się niczym nieobsadzona luka między wpadającymi do Brdy rzeczkami Kamionką i Sępolenką. Luka tą wyprowadzała z Sępolna przez Pruszcz do Grudziądza albo z lekkim odchyleniem na południe – do Świecia.
Ponadto w rejonie operacyjnej odpowiedzialności Armii „Pomorze” znajdował się dwudywizyjny Korpus Interwencyjny przeznaczony do działań na terenie Wolnego Miasta Gdańska. Dopiero 31 sierpnia Naczelne Dowództwo nakazało odtransportowanie korpusu do rejonu Koluszek i Kutna. Podjęcie dowództwa korpusu, oddziałów pozadywizyjnych i 13 Dywizji Piechoty było możliwe natychmiast, ponieważ składy pociągów znajdowały się w pogotowiu. Natomiast podjęcie 27 DP było utrudnione z powodu braku gotowych składów transportowych i zbyt głębokiego jej rozmieszczenia w „korytarzu”.

### Walki 1 września
Walki pod Chojnicami i Tczewem

Bitwa o Pomorze – 1 września 1939

Działania wojenne rozpoczął atak wojsk niemieckich na wyloty magistrali kolejowej w rejonie Chojnic oraz pod Tczewem na Wiśle.
Około 4.15 dyżurny ruchu niemieckiej stacji granicznej Wierzchowo zgłosił odejście tranzytowego pociągu pośpiesznego do Chojnic. Faktycznie na stację Chojnice wjechał o 4.45 niemiecki pociąg pancerny, a jego załoga opanowała dworzec kolejowy. Po obsadzeniu częścią sił urządzeń stacji, pociąg pancerny ruszył w kierunku Rytla. Jednak polscy saperzy wysadzili most kolejowy przed jadącym pociągiem, zmuszając go do powrotu na stację w Chojnicach. W tym czasie kompania 1 batalionu strzelców zaatakowała dworzec odbijając go. Niemcy zrezygnowali z walki i, osłaniając się wziętymi do niewoli jeńcami, zdecydowali się wycofać pociąg w kierunku granicy. Wysadzenie kolejnego mostu na trasie pociągu uniemożliwiło Niemcom wycofanie. Unieruchomiony pociąg pancerny został uszkodzony celnym ogniem polskiej artylerii.
Podobny fortel Niemcy zastosowali przy próbie przechwycenia mostów tczewskich. Jadący tranzytem z Malborka pociąg towarowy załadowany był niemiecką piechotą. Zatrzymał go przed wjazdem na most ogień polskich karabinów maszynowych. Jednocześnie Niemcy wykonali atak lotniczy na dworzec kolejowy i koszary w Tczewie. Po krótkiej walce polska załoga wschodniego przyczółka mostowego wycofała się, a mosty wysadzono.
W trakcie walk pod Chojnicami 18 pułk ułanów płk. Kazimierza Mastalerza, wsparty szwadronem czołgów rozpoznawczych, dokonał szarży na tyły niemieckiej 20 DZmot pod Krojantami. Polski kontratak załamał się w ogniu niemieckiej broni maszynowej, dowódca pułku poległ, a oddziały polskie wycofały się za Brdę.
Działania w centrum „korytarza”

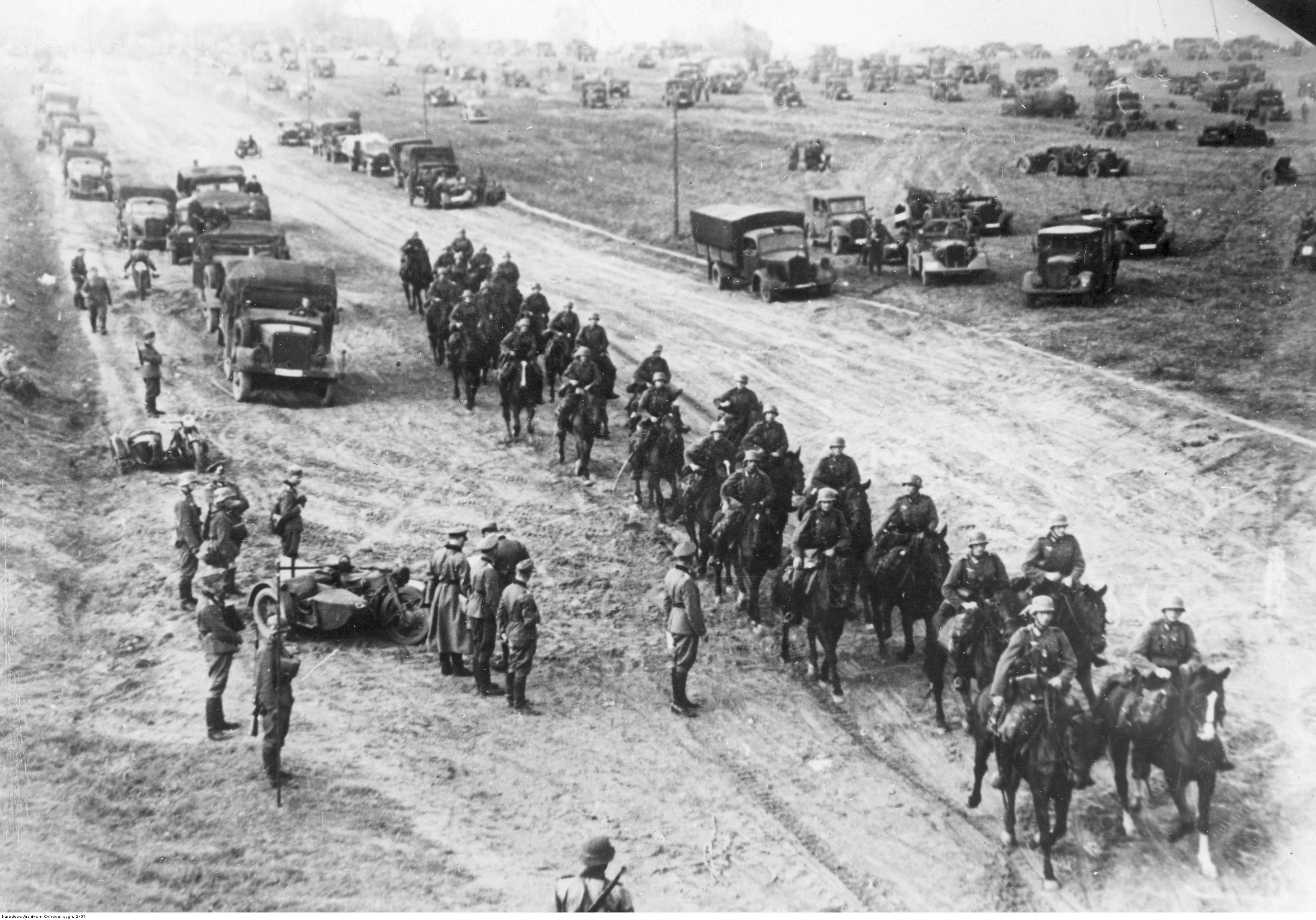
XIX Korpus gen. Heinza Guderiana pod Pruszczem; kawaleria i samochody

Na południową część polskiego Pomorza, w pasie od Chojnic po Noteć, uderzyły siły główne niemieckiej 4 Armii gen. von Klugego. Jej dwa korpusy nacierały pomiędzy Tucholą i Koronowem w kierunku Chełmna i Grudziądza. XIX Korpus Armijny główne uderzenie wykonywał w kierunku na Sępólno, Pruszcz i Świecie, a jego zadaniem było wyjść nad Wisłę między Świeciem i Grudziądzem. II KA nacierał w kierunku Koronowa z zadaniem uchwycenia Wisły w rejonie Chełmna. Od południa niemieckie zgrupowanie uderzeniowe osłaniane było przez III KA wykonujący uderzenie pomocnicze w ogólnym kierunku na Nakło. Na północnym skrzydle operowała 207 DP rez. i oddziały Grenzschutzu, z zadaniem opanowania Wybrzeża Gdańskiego. Wolne Miasto Gdańsk zostało zajęte przez skoncentrowane w mieście i w jego pobliżu oddziały brygady Friedricha Eberhardta i SS-„Heimwehry”. Z obszaru południowo-zachodniej części Prus Wschodnich nacierał na Grudziądz XXI Korpus Armijny. Dążył on do opanowania przepraw na Wiśle dla nacierających od zachodu wojsk 4 Armii.
Niemiecki zamiar przepołowienia „korytarza” i odcięcia znajdujących się w nim znacznych sił Armii „Pomorze” szczególnie niebezpieczny okazał się być na kierunku Pruszcza. Istniała tam 12-kilometrowa luka, przez którą niemiecka 3 Dywizja Pancerna mogła przejść bez przeszkód w kierunku Wisły i odciąć wszystkie drogi odwrotu na Bydgoszcz i Toruń dwóm polskim dywizjom piechoty i Grupie Operacyjnej „Czersk”. Chcąc ratować sytuację, dowódca 9 Dywizji Piechoty nakazał odwodowemu 34 pułkowi piechoty ppłk. Wacława Budrewicza obsadzić szczególnie ważne obiekty terenowe pod Pruszczem i Gostycynem. I/34 pp osiągnął Gostycyn około 10.00 i zorganizował obronę na jego zachodnim przedpolu. W zorganizowanym ogniu przeciwpancernym, podchodzące już nieprzyjacielskie czołgi zostały zatrzymane. Natomiast III/34 pp nie zdołał osiągnąć na czas wyznaczonego mu rejonu obrony i po wyjściu z Borów Tucholskich napotkał czołgi 3 DPanc na wschodnim przedpolu Pruszcza. Próba odebrania Niemcom miasta zakończyła się klęską, a batalion zmuszony był wycofać się za Brdę. Nie zniszczono przy tym przepraw, a Niemcy opanowali nieuszkodzony most pod Sokolem-Kuźnicą. Nocna próba odzyskania go nie dała pozytywnych wyników.
Na obszarze między Brdą i Wisłą nie było już żadnych polskich oddziałów zdolnych do stawienia Niemcom oporu. Atakujący Niemcy weszli pod Pruszczem w lukę w obronie polskiej, a następnie rozszerzyli ją ku południowi, odrzucając pododdziały 22 pułku piechoty z lasu Różanna ku Brdzie. Na pozostałym odcinku obrony pułk ten zatrzymał niemiecką 32 Dywizję Piechoty, która dopiero po przegrupowaniu następnego dnia wznowiła natarcie.
Dowódca Armii „Pomorze” już w południe 1 września zdecydował się uderzyć na kolumny pancerne zdążające ku Brdzie. W przeciwuderzeniu miały wziąć udział 9 Dywizja Piechoty płk. Józefa Werobeja i 27 Dywizja Piechoty gen. Juliusza Drapelli. Ten ostatni mianowany został dowódcą zgrupowania uderzeniowego. Wieczorem dowódcy obu dywizji spotkali się w Tucholi i wypracowali decyzję do walki. Zdecydowano wykonać zbieżne kontrataki z północy i południa wzdłuż Brdy na Sokole-Kuźnicę, odrzucić Niemców za rzekę i zająć na niej obronę. W wypadku niepowodzenia działań nocnych, obie dywizje uderzyć miały spod Bysławka przez Suchą i Cierplewo na Koronowo.
Podczas marszu do rejonu wyjściowego do natarcia, 27 Dywizja Piechoty otrzymała nowy rozkaz. Zgodnie z nim miała przegrupować się transportem kolejowym lub pieszo w kierunku Bydgoszczy. W zapadających ciemnościach z trudem odszukiwano maszerujące kolumny i kierowano je do punktów załadowczych w rejonie Osie –Tleń. Po osiągnięciu rejonu załadunku okazało się, że zmęczeni żołnierze muszą maszerować dalej, ponieważ linia kolejowa do Bydgoszczy była już przez Niemców przerwana. Trzeci rozkaz w tak krótkim czasie skutkował znacznym obniżeniem morale wojsk.
Grupa Operacyjna „Czersk” także otrzymała rozkaz odwrotu. Jej zadaniem było wycofać się na linię jezior cekcyńskich i w ten sposób wydłużyć północne skrzydło obrony 9 Dywizji Piechoty.
Od rana Naczelne Dowództwo żądało wycofania Korpusu Interwencyjnego z obszaru operacyjnego Armii i oddania go do jego dyspozycji. 13 Dywizja Piechoty została załadowana na transporty i pomimo bombardowań i działań niemieckich dywersantów odjechała jeszcze tego samego dnia. Załadowanie wysuniętej pod Stargard 27 Dywizji Piechoty było już niemożliwe. Dywizja otrzymała rozkaz przemieszczać się na południe marszem pieszym.

### Walki 2 września

Bitwa o Pomorze – 2 września 1939

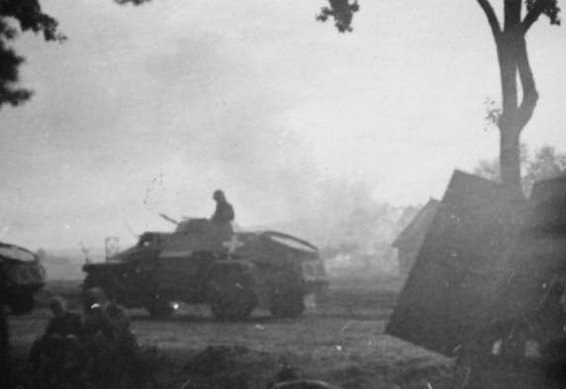
Niemiecki samochód pancerny Sd Kfx 221 podczas bitwy w Borach Tucholskich

Po północy sytuacja operacyjna uległą zasadniczej zmianie. Jeszcze we wczesnych godzinach popołudniowych niemiecka 3 Dywizja Pancerna zmieniła kierunek działania i osiągnęła w nocy Świekatowo, a jej batalion rozpoznawczy ruszył przez Bory Tucholskie w kierunku Świecia. W tej sytuacji dowództwo Armii „Pomorze” zobowiązało 27 Dywizję Piechoty do oczyszczenia tyłów 9 Dywizji z operujących tam nieprzyjacielskich pododdziałów. Decyzje dowództwa Armii miały już jednak znaczenie tylko formalne. Rozkazy docierały z opóźnieniem lub wcale. Nie uwzględniały one też sytuacji, jaka powstała po przełamaniu frontu nad Brdą. Uchwyciwszy inicjatywę operacyjną, Niemcy zaczęli paraliżować działania jednostek polskich w „korytarzu”.
Dowódca 9 DP płk Józef Werobej, pozbawiony łączności z przełożonymi, realizował zadanie ustalone z dowódcą 27 DP gen. Drapellą. W nocy na 2 września 34. i 35 pułk piechoty wycofały się za Brdę i o świcie skoncentrowały pod Bysławkiem gotowe do zwrotu zaczepnego. Dopiero w południe płk Werobej dowiedział się o zmianie planów operacyjnych. Około 13.00 dowództwo Armii „Pomorze” uzyskało na krótko połączenie telefoniczne z GO „Czersk” i tą drogą gen. Bortnowski przekazał dowódcy 27 DP rozkaz, w którym domagał się zorganizowania pod jego dowództwem jednoczesnego uderzenia 9. i 27 DP oraz GO „Czersk” z zadaniem zniszczenia nieprzyjaciela, który, po przełamaniu obrony polskiej na Brdzie, wdarł się do lasów w rejonie Świekatowa. Natarcie tych związków taktycznych miało być wsparte przez jednoczesne uderzenie oddziałów z przedmościa „Bydgoszcz”, a rozpocząć się miało rano 3 września.
W myśl rozkazu dowódcy Armii, gen. Drapella opracował plan wspólnego uderzenia, który przewidywał natarcie 9 Dywizji Piechoty z rejonu Bysławka, prowadzone wzdłuż wschodniego brzegu Brdy w kierunku na południe; 27 DP miała uderzyć z lasów położonych na południowy zachód od Błądzimia, w kierunku południowo-zachodnim; GO „Czersk” – z rejonu Błądzimia i Bramki na lasy Świekatowa. Nie doszło jednak do nawiązania łączności pomiędzy 9. i 27 Dywizją Piechoty. Uzgodniono jedynie współdziałanie 27 DP i GO „Czersk”.
Natarcie 27 Dywizji Piechoty
W godzinach popołudniowych oddziały 27 DP rozpoczęły marsz ubezpieczony w dwóch kolumnach „z gotowością rozbicia napotkanego nieprzyjaciela”. Jedna skierowała się na Wierzchucin, Trutnowo, Łowinek, druga zaś na Tleń, Lniano, Tuszyny, Pruszcz. Ukoronowaniem marszu miało być przyjęcie ugrupowania obronnego frontem w kierunku północno-zachodnim, wzdłuż linii Łowinek – Pruszcz. Dowódca 27 DP spodziewał się, że 9 Dywizja Piechoty, po wykonaniu natarcia z Klonowa na Suchą, połączy się z zachodnim skrzydłem 27 DP. Dowódca 9 DP zaś liczył na pomoc 27 DP w czasie jej natarcia na Świekatowo. Pozbawiony jednak szczegółowych danych o działaniach sąsiada, płk Werobej postanowił nacierać z Klonowa w ogólnym kierunku na Suchą, a organizację i wykonanie tego natarcia powierzył dowódcy artylerii dywizyjnej płk. dypl. Mikołajowi Alikowowi, sam zaś udał się na poszukiwanie gen. Drapelli. Nie znalazł go jednak. W tym czasie maszerujące kolumny 27 DP walczyły już w okolicach Świekatowa i Tuszyn. Zacięte walki trwały do zmroku. Natarcie 27 DP, prowadzone na dwóch oddzielnych kierunkach, siłami wprowadzanymi do walki częściami zostało przez niemiecką 3 Dywizję Pancerną wroga zatrzymane. W tej sytuacji gen. Drapella nakazał oddziałom oderwać się o zmroku od nieprzyjaciela i maszerować na południe wolną jeszcze szosą Gruczno – Trzeciewiec na północną część odcinka przedmościa bydgoskiego.
Działania 9 Dywizji Piechoty
9 Dywizja Piechoty także prowadziła działania na dwóch oddzielnych kierunkach. Podejmowane próby przebicia się na południe powodowały coraz liczniejsze straty. Oddziały niemieckiej 20 Dywizji Piechoty (zmot.) przejęły inicjatywę i uderzyły na linii jezior bysławskich i minikowskiego. Dywizji groziło okrążenie. Dowódca 9 DP płk Józef Werobej zdecydował więc oderwać się od nieprzyjaciela i maszerować w kierunku wschodnim przez Błądzim do Bramki; w jego ocenie śladem 27 DP w kierunku Bydgoszczy. Płk Werobej dopiero w Błądzimiu, po spotkaniu z dowódcą GO „Czersk” gen. Stanisławem Grzmot-Skotnickim, dowiedział się o kolejnej zmianie decyzji gen. Drapelli.
Działania GO „Czersk”
Oddziały niemieckiego XIX i II Korpusu parły na wschód obsadzając przejścia na południe wzdłuż zachodniego brzegu Wisły. Gen. Grzmot-Skotnicki postanowił wycofać oddziały GO „Czersk” zanim Niemcy zdołają szczelnie je zamknąć. W ramach współdziałania z pozostającą w kotle 9 DP, zdecydował uderzyć Pomorską Brygadą Kawalerii w kierunku na Koronowo, które, według jego oceny, miało umożliwić wycofanie 9 DP na Bydgoszcz. Brygada była jednak za słaba, by zmierzyć się skutecznie z oddziałami niemieckiej 3 Dywizji Pancernej oraz postępującą za nią 23 Dywizją Piechoty. Ponadto zbyt duża odległość od miejsca pobytu 9 DP nie pozwalała na jej pełne wykorzystanie. Toteż gdy w sztabie brygady zjawił się oficer sztabu 9 DP z propozycją uzgodnienia współdziałania, płk Adam Zakrzewski poinformował go tylko o zadaniu, jakie otrzymał, i o sposobie jego wykonania. W marszu ku szosie Świecie–Bydgoszcz Pomorska BK stoczyła potyczkę pod Polednem z batalionem rozpoznawczym niemieckiej 3 DPanc. Po jej zakończeniu polscy kawalerzyści wyminęli nieprzyjaciela i maszerowali dalej. Pod Luszkowem, a potem pod Topolinkiem, po raz kolejny przebili się przez pierścień okrążenia. Za cenę dużych strat brygada połączyła się z siłami głównymi armii.
W tym czasie oddziały piechoty Zgrupowania „Chojnice” płk. Majewskiego przebijały się do Świecia. Nie zastawszy zorganizowanej przeprawy, przeprawiły się wpław i na środkach podręcznych. Pozostałe oddziały GO „Czersk” zostały zniszczone w walce z bronią pancerną nieprzyjaciela. Z okrążenia wyszli tylko nieliczni żołnierze.
Na odcinku GO „Czersk” dowodzenie przez sztab grupy przestało w zasadzie funkcjonować. Poszczególni dowódcy jednostek, kierując się rozkazami wydanymi wcześniej, maszerowali w stronę Bydgoszczy i Fordonu lub przeprawiali się przez Wisłę na prawy brzeg.

### Walki 3 września i później

Bitwa o Pomorze – 3 września 1939

Niemiecki XIX Korpus i działający na jego prawym skrzydle II Korpus podeszły 3 września do Wisły i tym sposobem pozostające jeszcze w Borach Tucholskich polskie oddziały znalazły się w pełnym okrążeniu. 3 Dywizja Pancerna osaczyła oddziały polskie na głównej linii od Świecia do Grupy, a na jej lewym skrzydle aż do Plewna rozmieściła się odwodowa 23 Dywizja Piechoty. Od zachodu pierścień okrążenia zamykała 2 Dywizja Zmotoryzowana, a kierunek północny zamykała 20 DZmot. Poza tym, na zewnętrznym froncie okrążenia działały dywizje II KA. 32. i 3 DP parły ku Wiśle w kierunku Chełmna. 3 września oddział rozpoznawczy 32 DP opanował Zbrachlin, gdzie blokował wycofujące się na Bydgoszcz oddziały polskie.
Okrążone oddziały polskie ześrodkowały się w rejonie Franciszkowa, Krupocina i Bramki. Rano rozpoczęły się naloty niemieckiego lotnictwa. Pozbawione środków przeciwlotniczych, rozmieszczone na otwartej przestrzeni pododdziały ponosiły znaczne straty. Wkradła się panika. Dowódca 9 DP płk Werobej próbował stworzyć zaporę na drodze wycofujących się bezładnie oddziałów i pokierować ich odwrotem. Odcięty jednak od dywizji w rejonie Kawęcina, sam musiał przebijać się przez pierścień okrążenia. Wraz z 3 oficerami i 20 szeregowcami zameldował się w sztabie armii dopiero 12 września pod Kutnem. Walczono jeszcze w Krupocinie, Franciszkowie, w Bramce i Przysiersku, ale przewaga przeciwnika wszędzie była miażdżąca. Zdezorganizowane polskie oddziały cofały się ku Wiśle.
Część dotarła do Gródka i tu dowódca artylerii dywizyjnej płk Mikołaj Alików utworzył zaimprowizowany oddział, który rano 4 września ruszył w kierunku Grudziądza. Pod Jeżewem odrzucono niemiecki pododdział pancerny, ale w rejonie Grupy oddział został zatrzymany. W toku zaciętych walk koszary w Grupie przechodziły z rąk do rąk. Pod wieczór jednak polscy żołnierze zmuszeni byli przenikać małymi grupkami przez ugrupowanie nieprzyjaciela w kierunku Wisły.
Jedynym oddziałem, który zachował zwartość organizacyjną był 35 pułk piechoty płk. Jana Maliszewskiego. Maszerując na południe i prowadząc nieustanne utarczki z drobnymi oddziałami niemieckimi, dotarł pod Stronno. Tu stoczył walkę, ale za cenę dużych strat przebił się przez zaporę. 5 września resztki pułku dołączyły do sił głównych armii.

## Działania na wschód od Wisły
Na prawym skrzydle Armii „Pomorze”, na wschód od Wisły, rozmieszczona była obronnie Grupa Operacyjna „Wschód” gen. bryg. Mikołaja Bołtucia.

### Rozmieszczenie wojsk
Grupie Operacyjnej „Wschód” gen. Bołtucia przydzielono pas działania w granicach: na zachodzie Wisła; na wschodzie: Rybno (wył.) – Lidzbark (wył.) – zachodni skraj nadleśnictwa Ruda – jezioro Skrwilno – jezioro Urszulowo. Wschodnia linia rozgraniczenia stanowiła granicę strefy działania Armii „Pomorze” z Armią „Modlin”. Jej zadaniem było utrzymania ogólnej linii Grudziądz – Brodnica. Miała ona bronić się na linii: Osa – Jezioro Mieliwo – jezioro Sosno – jezioro Zbiczno – jezioro Bachotek; dozorować odcinek Wisły po Chełmno oraz odcinek na wschód od Drwęcy po wschodnią granicę.
Grupa Operacyjna „Wschód” ugrupowana została następująco:
- odcinek 16 DP bronił pasa: Wisła, na wschodzie Świecie (wył.), Rywałd Szlachecki (wył.), z zadaniem utrzymać ogólną linię Grudziądz – Świecie[61];
- odcinek 208 pułku piechoty bronił rejonu obrony w granicach: na zachodzie Świecie, Rywałd Szlachecki; granica wschodnia: Konojady – jezioro Mieliwo – Osetno oraz obronę kierunku: Biskupiec – Jabłonowo na linii wzgórza 94, północny dwór Świecie, dalej wzdłuż linii Osy – jezioro Duże – jezioro Zaleń – Płociczno – jezioro Mieliwo; ponadto dowódca 208 pp otrzymał zadanie rozpoznania przedpola i kierunku jeziora Płowęż[62];
- odcinek 4 DP z zadaniem obrony pasa: na zachodzie od granicy z 208 pp rez., na wschodzie granica GO „Wschód"; ponadto dowódca GO „Wschód” nakazał wydzielić oddział dozorowania w składzie I/67 pp, batalion ON „Brodnica”, kompania ON „Grązawa”, kompania kolarzy, dywizjon 4 pułku artylerii lekkiej. Oddział dozorowania miał za zadanie obronę linii jezior: Mieliwo – Sosno – Zbiczno – Bachotek – rzeka Drwęca oraz dozorowanie odcinka od Drwęcy do Górzna. Większość sił 4 DP stanowiła odwód GO „Wschód”, przeznaczony do działań zaczepnych, prowadzenia rozpoznania i utrzymania łączności taktycznej z Nowogródzką Brygadą Kawalerii[62].

### Walki 1 września
1 września dywizje niemieckiego XXI Korpusu Armijnego gen. Falkenhorsta z 3 Armii zmiotły z przedpola placówki Straży Granicznej i nawiązały styczność bojową z 16 Pomorską Dywizją Piechoty płk. dypl. Stanisława Świtalskiego broniącą linii Osy. Około południa Niemcy uderzyli wzdłuż szosy Łasin – Słupski Młyn na pozycje 64 pułku piechoty ppłk. dypl. Bolesława Ciechanowskiego. Natarcie, przy znacznych stratach obu stron, zostało odparte. Jednakże przeciwnik, wykorzystując lukę pod Dąbrówką Królewską, osłanianą tylko przez szwadron kawalerii dywizyjnej, sforsował bez większych trudności Osę i uderzył na skrzydło polskiej pozycji w rejonie Bielawek, zmuszając I/66 pułku piechoty mjr. Andrzeja Burnatowskiego do wycofania się. Co prawda kontratak I/65 pułku piechoty mjr. dypl. Józefa Palusińskiego zatrzymał natarcie Niemców, ale utrzymali oni przyczółek za Osą w rejonie Bielawek. Wprowadzając świeże siły, ruszyli do kolejnego natarcia, a ich czołgi wyszły na tyły 64 pułku piechoty. Około 19.00 odwodowe polskie pododdziały zatrzymały wroga. Gen. Bołtuć postanowił wprowadzić do walki 4 Dywizję Piechoty płk. Lubicz-Niezabitowskiego i zlikwidować niemiecki przyczółek. Do przewozu 14 pułku piechoty wykorzystano transport kolejowy oraz dwa autobusy. Pułk miał wzmocnić szyki obronne 16 DP. Pozostałe oddziały musiały 40-kilometrową trasę pokonać marszem pieszym.
Nim jednak dokonano przegrupowania, na odcinku obrony 16 Dywizji Piechoty nastąpiła zasadnicza zmiana sytuacji, która zniweczyła plan gen. Bołtucia. Na rozkaz dowódcy dywizji wycofany został z pozycji na północnym brzegu Osy 64 pułk piechoty. Wprawdzie gen. Bołtuć nie zatwierdził tej decyzji, ale wycofujących się już wojsk nie zdołał zawrócić.

### Działania wojsk 2 września
Rano 2 września Niemcy wznowili natarcie na pozycje 16 Dywizji Piechoty rozlokowanej na linii jezioro Mełno, Gruta i Annowo. O 7.30 niemiecka 21 Dywizja Piechoty i I/10 pułku czołgów uderzyły na południe od Rogoźna-Zamek na Dąbrówkę Królewską, dwór Salno, dwór Annowo, Niewald i Mełno. Po zaciętej obronie oddziały 64. i 66 pułku piechoty zostały zepchnięte na wysokość toru kolejowego Grudziądz – Jabłonowo, a 14 pułk piechoty z 4 DP z Mełna odrzucony został na Zakrzewo, dwór Kitnowo i dwór Głębiewko. Również na prawym skrzydle kombinowany batalion 16 DP, obsadzający pozycję w rejonie Dębniaka, około 14.00 wycofał się w kierunku Jabłonowa.
W godzinach popołudniowych dowódca Grupy gen. Bołtuć, rozkazał 4 DP odrzucić nieprzyjaciela za Osę. Przeciwnatarcie miało być wykonane z wykorzystaniem pozycji obronnych 16 DP i 14 pp, które miały utrzymać linię toru kolejowego. Jednakże na prawym skrzydle, w rejonie Mełna, linia ta nie została utrzymana i maszerująca z Radzynia 4 DP natrafiła na cofające się bezładnie oddziały 16 DP i 14 pp. W tych warunkach przeciwnatarcie zostało opóźnione i wyszło dopiero o 18.00. Dowódca 4 DP płk Niezabitowski dysponował w tym czasie tylko czterema batalionami piechoty i jednym dywizjonem artylerii. Z pozostałymi oddziałami dywizji nie posiadał łączności. 63 pułk piechoty ppłk. Stefana Kaczmarczyka uderzył z podstaw wyjściowych w Okoninie na dwór Annowo, a 14 pułk piechoty ppłk dypl. Włodzimierza Brayczewskiego z linii Zakrzewo, dwór Kitnowo przez Mełno na Grutę. Natarcie początkowo uzyskiwało powodzenie. Dopiero w okolicach Annowa i Gruty rozgorzały ciężkie walki. Gruta została zdobyta około północy, a II/65 pp zdobył Nicwałd i zlikwidował niebezpieczeństwo odcięcia Grudziądza od GO „Wschód”. Zaskoczony nocnym działaniem przeciwnik został odrzucony do Orla i Słupa, ale pozycji nad Osą nie zdołano już odzyskać. Przeszkodził temu narastający chaos w dowodzeniu polskimi oddziałami i wymieszanie jednostek 16 i 4 DP.
Dowódca Grupy nakazał 4 DP zająć stanowiska obronne na wysokości wzgórz na północ od dworu Mełno i tam przyjąć bitwę obronną. Walki pod Grutą toczyły się ze zmiennym szczęściem. Polacy ustępowali z pozycji, ale i odbierali je lokalnymi kontratakami. Jednak nacisk Niemców wzmagał się, a w wyniku znacznych strat osobowych morale polskiej 16 DP spadało. Z tego względu gen. Bołtuć postanowił wycofać z walki oddziały 16 DP a na ich miejsce wprowadzić 4 Dywizję Piechoty. 16 DP wycofał do odwodu w rejonie Radzynia, w celu uporządkowania oddziałów, a jej dowódcę, płk. dypl. Stanisława Świtalskiego, odesłał do dyspozycji dowódcy armii. Dowództwo dywizji objął dowódca piechoty dywizyjnej płk dypl. Zygmunt Bohusz-Szyszko.
Aby ratować sytuację, dowódca armii gen. Bortnowski nakazał wykonanie nalotów lotniczych na niemiecką piechotę. Dowódca lotnictwa armii płk Bolesław Stachoń zadanie to powierzył 141 eskadrze myśliwskiej. Nie przyniosło ono większych rezultatów i nacisk Niemców na polską piechotę nie zelżał. Po południu nastąpił odwrót 16 DP. Niektóre oddziały zaczęła ogarniać panika. Niemcy nacierali bezpośrednio na Grudziądz, uaktywniły się niemieckie grupy dywersyjne.

### 3 września
W ciągu dnia 3 września 4 Dywizja Piechoty walczyła w rejonie Annowo - Guta - Kitnowo. 16 Dywizja Piechoty pod dowództwem płk. Szyszko-Bohusza ześrodkowała się w rejonie Radzynia. Dowódca GO „Wschód” planował wykorzystać ją do kontruderzenia. Ale 4 DP po południu rozpoczęła odwrót spod Mełna i Gruty. W ciężkich walkach 14 pułk piechoty zdobył stację kol. Mełno i cukrownię, ale stracił dwór Mełno. Zbombardowany, rozpoczął bezładny odwrót w kierunku Radzynia. W obawie o los pozostałych sił dywizji, które mogły być zagrożone okrążeniem, płk Tadeusz Niezabitowski wydał rozkaz odstąpienia. Niezadowolony z decyzji dowódcy 4 DP płk. Lubicz-Niezabitowskiego gen. Bołtuć pozbawił go stanowiska, mianując dowódcą dywizji płk dypl. Mieczysława Rawicz-Mysłowskiego. Pod groźbą całkowitego okrążenia opuściła także swoje pozycje załoga Grudziądza wcześniej wysadzając most na Wiśle.
W tym czasie wojska Armii „Pomorze”, operujące na zachodnim brzegu Wisły, znajdowały się w dramatycznej sytuacji operacyjnej. W dowództwie armii uznano, że ze względu na niemożliwość utrzymania przedmościa bydgoskiego oraz wschodniego brzegu Wisły pomiędzy Grudziądzem i Chełmnem, dalsza obrona Pomorza traciła operacyjne znaczenie. W tej sytuacji uprawniono dowódcę Grupy Operacyjnej „Wschód” do zarządzenia odwrotu. Około godz. 21 wojska gen. Bołtucia otrzymały rozkazy do wycofania się na linię położoną na zachód i wschód od Wąbrzeźna. W ciągu nocy 16 Dywizja Piechoty przegrupowała się w rejon lasu Dębowa Łąka – Jaworze, a 4 DP w rejon Nowa Wieś – Wronie. 64 pułk piechoty, wraz z batalionami ON i oddziałami ppłk. Józefa Popka, wycofywał się samodzielnie już w ciągu dnia do rejonu Lisiewa.

## Ocena walk
Wieczorem 3 września dowódca Armii „Pomorze” zameldował Naczelnemu Wodzowi marsz. Edwardowi Rydzowi-Śmigłemu, że odcięte w „korytarzu” wojska uważa za stracone. Niepowodzenie operacji obronnej należy przypisać głównie nieskoordynowanej działalności 9. i 27 Dywizji Piechoty oraz GO „Czersk”. Zobowiązany rozkazem dowódcy armii do zorganizowania współdziałania okrążonych związków taktycznych, dowódca 27 DP gen. Drapella, nie uczynił tego i pozostawił je własnemu losowi. Armia gen. Bortnowskiego utraciła ponad połowę ludzi i sprzętu, 9 Dywizja Piechoty została prawie doszczętnie rozbita. Straty tej dywizji w ludziach i sprzęcie obliczono na ponad 70%. Podobny los spotkał Grupę Operacyjną „Czersk”. Z niemieckiego okrążenia udało się wydostać tylko nielicznym jednostkom Pomorskiej Brygady Kawalerii; 27 Dywizja Piechoty straciła około 35% piechoty i 50% artylerii.
Niemiecka 4 Armia natomiast zapłaciła niewielką cenę za szybkie opanowanie polskiego „korytarza” i Pomorza. Według Heinza Guderiana jego XIX KZmot utracił w walkach o Pomorze jedynie 150 zabitych i 700 rannych. Straty w sprzęcie wyniosły około 30 czołgów. Ze względu na polityczną konieczność przeciwstawienia się niemieckiej próbie zajęcia Pomorza polskie Naczelne Dowództwo poświęciło całą armię, nie odnosząc większych korzyści. Kluczową rolę w pobiciu cofającej się Armii „Pomorze” odegrała też, nie niepokojona przez polskie lotnictwo, Luftwaffe.